# Zeugma javana
Zeugma javana är en insektsart som beskrevs av Frederick Arthur Godfrey Muir 1915. Zeugma javana ingår i släktet Zeugma och familjen Derbidae. Inga underarter finns listade i Catalogue of Life.